# Club Italiano
Club Italiano was een Groningse amateur voetbalclub, opgericht in 1983. De club kwam in het seizoen 2000-2001 uit in de derde klasse zondag van de Koninklijke Nederlandse Voetbalbond. De club werd in 2001 opgeheven omdat zij onvoldoende spelers bijeen kon brengen om deel te nemen aan het nieuwe seizoen.

## Oorsprong
De club werd in 1986 opgericht door Nino Contini (toen eigenaar van Pizzeria Contini), nadat hij een jaar eerder met Enrico Fiorin de voetbalclub Italian Boys had opgericht. De twee heren kregen onenigheid over de wijze van bestuur van de voetbalclub Italian Boys, waarna Contini een eigen club oprichtte.